# 卡尔博纳拉斯克里维亚
卡尔博纳拉斯克里维亚（義大利語：Carbonara Scrivia），是意大利亚历山德里亚省的一个市镇。总面积5.03平方公里，人口1096人，人口密度217.9人/平方公里（2009年）。ISTAT代码为006030。